# BR-367
Pour les articles homonymes, voir Route 367.
Au Brésil, la BR 367 est une route fédérale qui débute à Santa Cruz Cabrália, dans l'État de Bahia, et s'achève à Gouveia, dans l'État de Minas Gerais. Elle est longue de 762,5 km.

## Tracé
La BR-367 dessert les villes de :
- Santa Cruz Cabrália
- Porto Seguro
- Eunápolis
- Jacinto
- Araçuaí
- Virgem da Lapa
- Berilo
- Chapada do Norte
- Minas Novas
- Turmalina
- Poço Dantas
- Couto de Magalhães de Minas
- Mendanha
- Diamantina
- Gouveia